# Jag är fan en panter

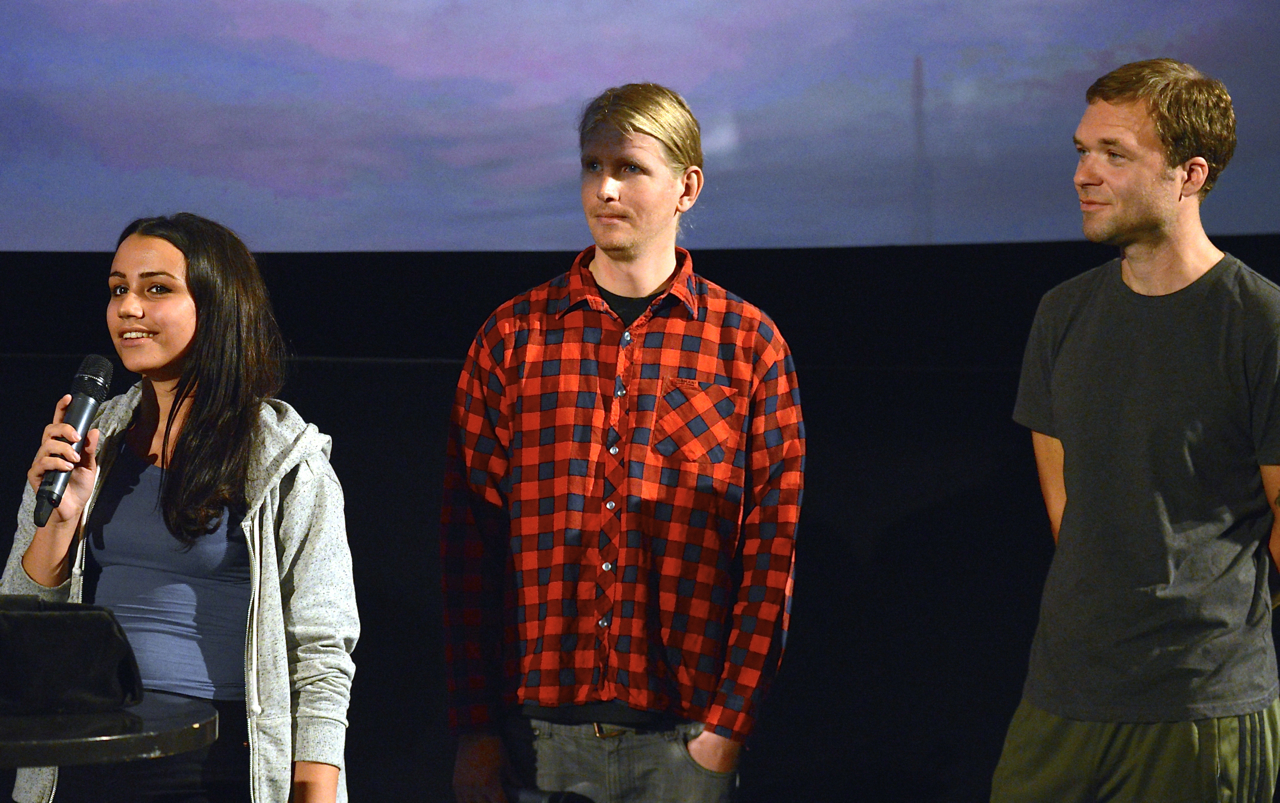
Presentationen av Jag är fan en panter i Filmhuset i Stockholm den 18 augusti 2014. Från vänster: Aftab Solitani (panter), Leo Palmestål och Anders Rundberg.

Jag är fan en Panter är en svensk dokumentärfilm om organisationen Pantrarna för upprustning av förorten. Filmen premiärvisades på Göteborgs filmfestival den 29 januari 2014 och hade biopremiär den 13 september 2014. Den regisserades av Anders Rundberg, Jennifer Jerez och Leo Palmestål.
Jag är fan en Panter producerades av Linda Sternö för Piraya Film HB utan finansiering eller filmstöd. Den distribueras av Folkets Bio AB. I filmen medverkar bland andra Bobby Seale, Emory Douglas, Dead Prez och Yassin ben Salah (till vilken filmen är dedikerad) som dödes 2013 när han stred för Islamiska staten.